# El Tarraconense (1837-1931)
|  | Aquest article tracta sobre la publicació intermitent entre 1837 i 1931. Si cerqueu el diari sorgit i desaparegut el 1893, vegeu «El Tarraconense (1893)». |

El Tarraconense, Órgano del Comité Liberal Conservador, va ser una publicació bisetmanal. El primer número es va publicar a l'any 1837 i, encara que va tenir aturades en les que tornava a reaparèixer, es va dissoldre al 1931.

## Història
El bisetmanari El Tarraconense el van fundar un grup d'amics constitucionalistes encara que el seu fundador com a tal va ser Josep Opisso i Roig, pare dels escriptors Antoni, Antònia i Alfred. Al primer número ja es podia llegir perquè publicaven aquest setmanari:
| « | Para formar posición justa y formal de toda idea de desorden y hacer conocer las necesidades de los pueblos y los medios equitativos de aliviarlos en lo posible; facilitar todas las noticias verídicas de las operaciones de guerra; exponer el movimiento del comercio, agricultura y artes... | » |

El Tarraconense va aparèixer i desaparèixer durant molts anys, per exemple al 1859 torna a aparèixer fins al 1860. Torna a aparèixer l'1 de novembre de 1869 però les autoritats l'endemà el tornen a tancar i així successivament.

## Aspectes tècnics
Quan es va començar a publicar feia 33 x 36cm., però també va tenir un format de 54 x 38cm., de 35 x 50 i de 22 x 32. Tots els números tenien 4 pàgines (menys l'últim) i al principi costava 6 quartos i al final 10 cèntims. El Tarraconense va ser el primer diari declarat totalment polític. L'últim número que es va publicar va ser un butlletí a vuit pàgines.